# Talbach (Ablach, Menningen)
Der Talbach ist ein etwa 6,5 km langer Bach im Landkreis Sigmaringen im südlichen Baden-Württemberg, der im Dorf Menningen der Stadt Meßkirch von links und Norden in die mittlere Ablach mündet.

## Geographie

### Verlauf

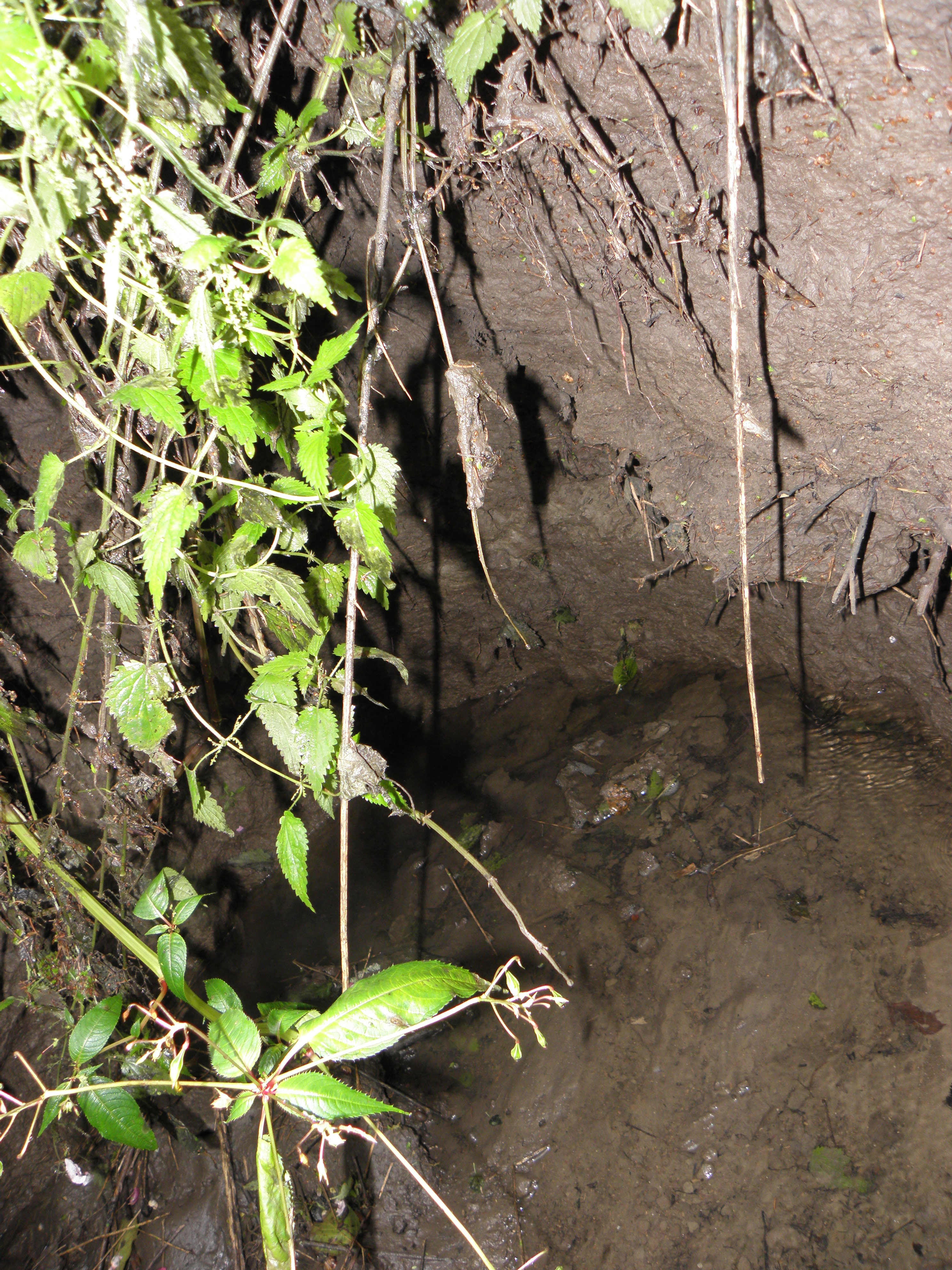
Bachschwinde im Oberlauf

Der Talbach entspringt einen Viertelkilometer südlich des Dorfrandes von Engelswies in der Gemeinde Inzigkofen am Ostabfall des kleinen Höckers Talsberg auf knapp 665 m ü. NN inmitten von Feldern. Zuallererst östlich fließend, schlägt er zunächst einen knapp anderthalb Kilometer langen nördlichen Bogen, nach welchem er dann südlich weiterfließt. Nach fast nochmal soviel Fließstrecke meist am Flurrand der Waldgewanne Kohlhau und Hartwald im Osten tritt er an der Mündung des ersten bedeutenderen Zulaufs Kaibach von rechts in diesen Wald ein. Gleich darauf verliert er sich in einer sumpfigen Bachschwinde.

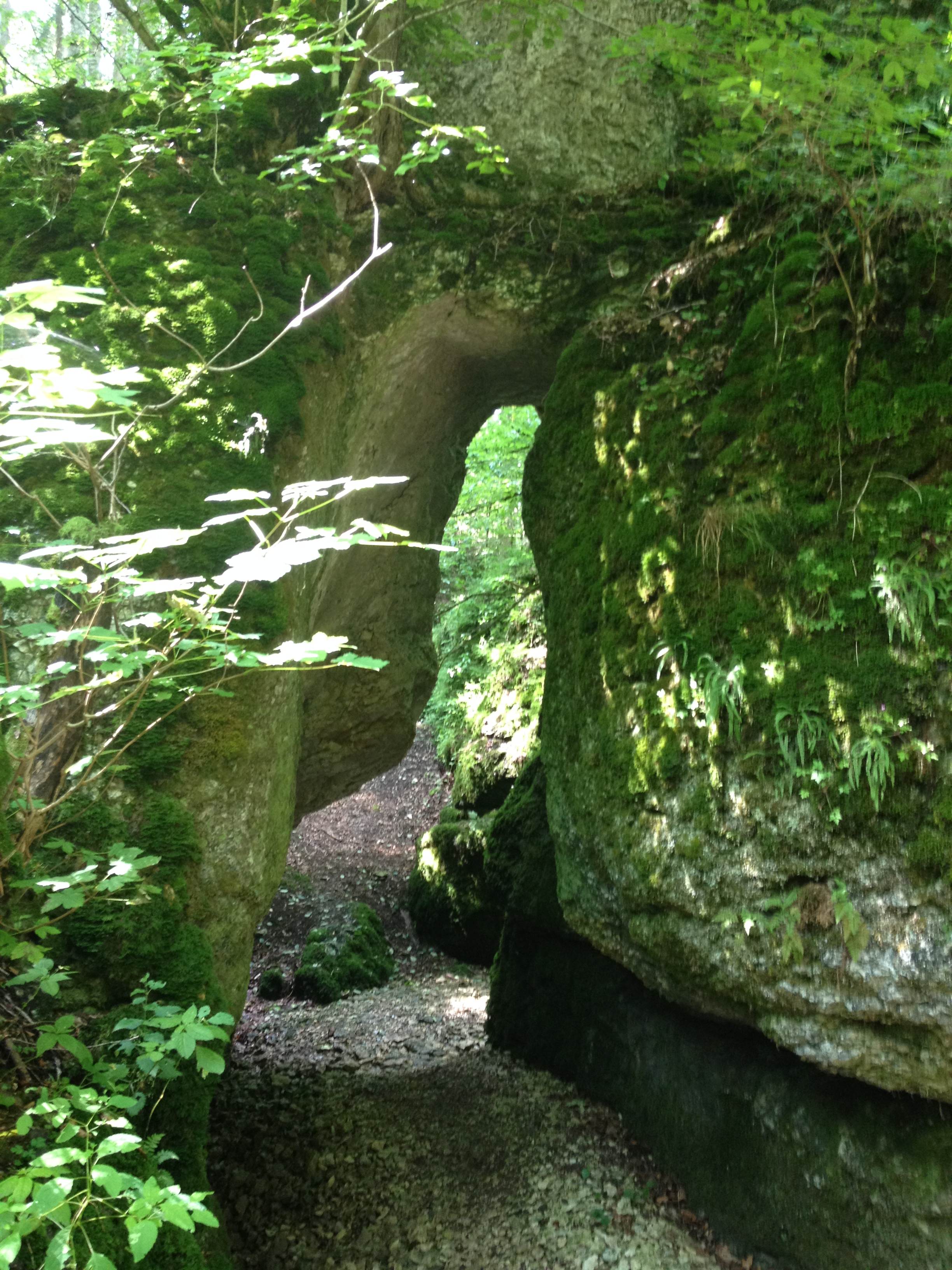
Vom Talbach erodierte Naturbrücke im Felsentäle

Danach sporadisch zu Tage tretend und wieder versickernd, durchfließt er seinen Waldtalabschnitt und darin das Naturdenkmal Steinrinne („Felsentäle“) im Hartwald. Anschließend wendet er sich in westliche Richtung und nimmt am Waldrand von rechts den hier fast ebenso langen Annenbach auf. In der Flur fließt ihm aus dem Hartwald heraus der kürzere Krebsbach zu, schon nahe dem nördlichen Ortsrand von Menningen, dann der Weiherbach aus dem Nordosten, in dessen Zulaufrichtung er hier einschwenkt. Nach weiteren etwa 700 Metern Lauf durch das Dorf mündet er in Menningen von links und zuletzt wieder Norden auf etwa 592 m ü. NN in die mittlere Ablach.

### Einzugsgebiet

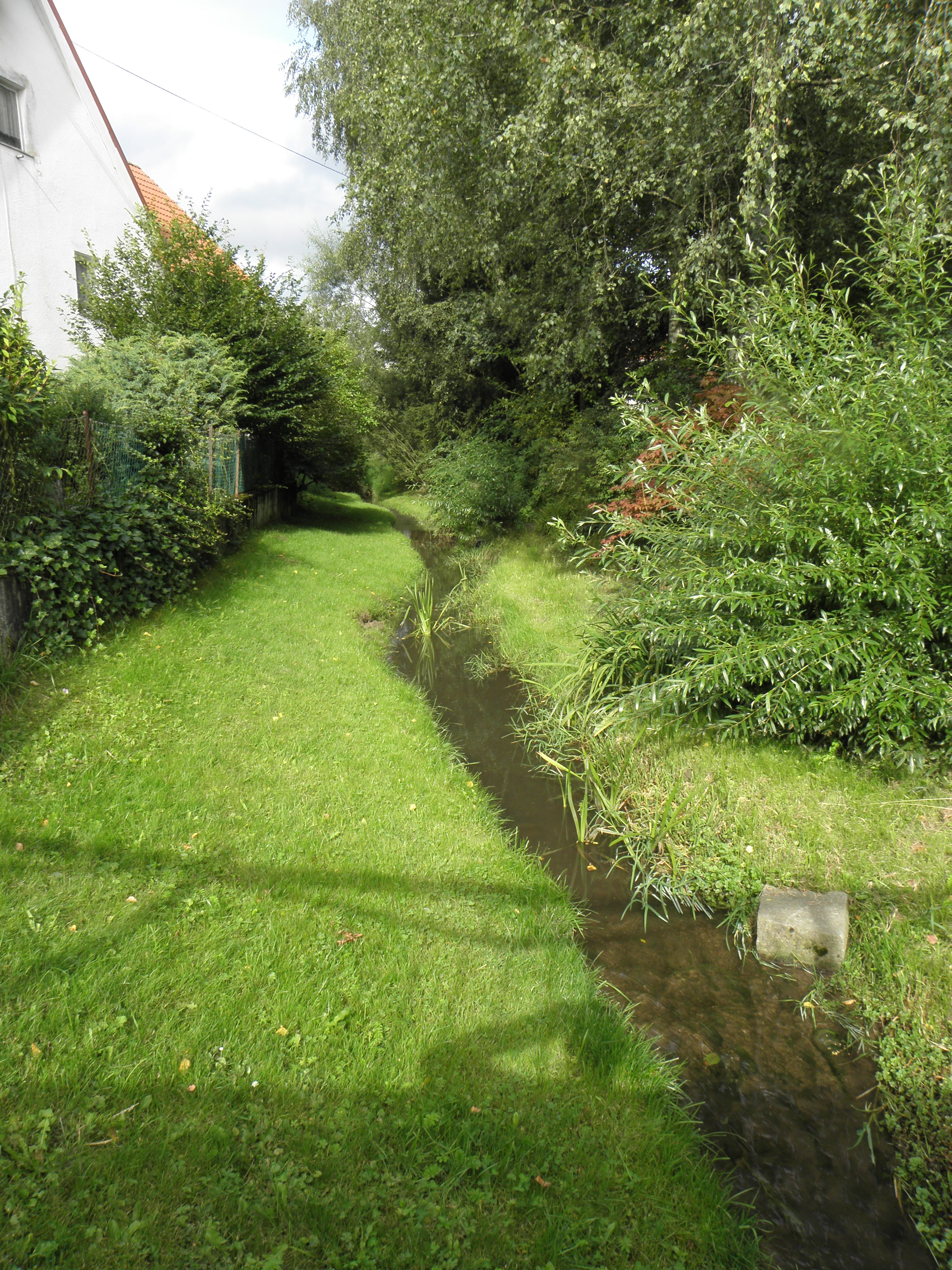
Talbach in Menningen

Das oberflächliche Einzugsgebiet des Talbachs umfasst 18,0 km². Es hat ungefähr die Kontur eines Vierecks mit einer 5,5 km langen Nordseite, einer 5 km langen Nordostseite, einer unter 5 km langen Südseite und einer über 5 km langen Südwestseite. Darin läuft der Talbach vor allem im Oberlauf sehr viel näher an der Nordost- als an der Südwestseite. In fast einem Drittel des Einzugsgebietes im Nordwesten zeigen die Karten keinen oberflächlichen Wasserlauf an, wegen der sich auch in den Bachschwinden zeigenden Verkarstung des Untergrundes ist also mit Abfluss in andere Einzugsgebiete zu rechnen.
Im Norden und Nordosten grenzt das Einzugsgebiet des Stelzenbachs an, der unmittelbar in die Donau mündet. Die Südgrenze berührt fast das Tal des den Talbach aufnehmenden rechten Donau-Zuflusses Ablach, weshalb hier kein Platz für irgend bedeutende Zuflüsse zu ihr bleibt. Jenseits der südwestlichen entwässert der Teuerbach etwas weiter oberhalb auch in die Ablach. Ganz im Nordwesten verläuft die Wasserscheide kurz gegen das Entwässerungsgebiet des Raintals mit seinem nur kurzen Zufluss wiederum zur Donau.
Die größte Höhe im Gebiet wird im Nordwesten erreicht, wo die Wasserscheide auf bis zu etwa 763 m ü. NN über den Rainergetenkopf läuft.
Knapp die Hälfte des Einzugsgebietes ist bewaldet, ein Drittel von einem großen zusammenhängenden Waldgebiet aus Kohlhau, Hartwald und Bannholz im Südwesten vor dem schmalen Flurband nördlich der Ablach bei Menningen. Fast der ganze kleinere Teil zieht sich im Nordwesten vom Heckenberg bis zum Rainergetenkopf.
Engelswies liegt ganz, Menningen mit einem großen Teil, das Meßkircher Dorf Langenhart mit seiner Südspitze im Einzugsgebiet.

### Zuflüsse
Liste der Zuflüsse von der Quelle zur Mündung. Länge, Einzugsgebiet und Höhe in der Regel nach den Kartendiensten der Daten- und Kartendienst der Landesanstalt für Umwelt Baden-Württemberg (LUBW) (Hinweise). Andere Quellen sind vermerkt.
Quelle des Talbachs auf knapp 655 m ü. NN etwa 250 m südlich des Dorfrandes von Engelswies und etwa 700 m östlich der Spitze des Talsbergs.
- Kaigraben, von rechts und Nordwesten auf über 635 m ü. NN am Waldeintritt, 1,1 km und ca. 0,9 km². (Der Hauptzweig des Talbachs ist hier schon 2,9 km lang und hat ein Einzugsgebiet von ca. 6,8 km².) Entsteht im Ghai in zwei Ästen auf um 660 m ü. NN.
- Annenbach, von rechts und zuletzt Westsüdwesten auf etwa 613 m ü. NN am Waldaustritt nach der Steinrinne in der Flur um Menningen, 4,1 km und ca. 4,3 km². Entsteht in den Seibenwiesen am Südwestabfall des Talsbergs auf etwa 665 m ü. NN.
- Krebsbach, von links und Norden auf etwa 608 m ü. NN, 1,7 km und ca. 1,7 km². Entsteht zwischen Kohlhau und Hartwald und etwa an der Gemeindegrenze von Inzigkofen zu Meßkirch auf etwa 650 m ü. NN. Auf dem abwärtigen Mündungssporn steht im Wald die Vierzehn-Nothelfer-Kapelle.
- Weiherbach, von links und Nordwesten auf etwa 601 m ü. NN etwa 200 Meter vor dem Dorfrand Menningens, 1,4 km und ca. 2,1 km². Entsteht in den Stockäckern auf etwa 643 m ü. NN.

Mündung des Talbachs auf etwa 592 m ü. NN von links und zuletzt Norden in Menningen in die mittlere Ablach, die hier etwa östlich fließt. Der Talbach ist hier 6,6 km lang und hat ein Einzugsgebiet von 18,0 km²
hinter sich.